# 富兰克林 (肯塔基州)
富兰克林（英語：Franklin），是美国肯塔基州的一座城市。建立于1820年，面积约为28.7平方公里（11.1平方英里）。根据2010年美国人口普查，该市的人口为8,408人。